# Lionel Charbonnier
Lionel André Michel Charbonnier (Poitiers, Francia, 25 de octubre de 1966) es un exfutbolista francés de origen italiano, se desempeñaba como guardameta y actualmente ejerce de entrenador de un club de Indonesia. Logró la Copa Mundial de Fútbol de la FIFA junto con la Selección de fútbol de Francia.

## Informaciones sobre su familia
Su cuñada, Elise Charbonnier fue la representante de la región Ródano-Alpes para el certamen de Miss Francia 2010

## Trayectoria

### Jugador
| Club               | País    | Año         |
| ------------------ | ------- | ----------- |
| AJ Auxerre         | Francia | 1987 - 1998 |
| Rangers FC         | Escocia | 1998 - 2001 |
| FC Lausanne Sports | Suiza   | 2001 - 2002 |

### Entrenador
| Club                       | País               | Año         |
| -------------------------- | ------------------ | ----------- |
| FC Poitiers                | Francia            | 2002 - 2004 |
| FC Sens                    | Francia            | 2005 - 2007 |
| Selección de Tahití Sub-20 | Polinesia Francesa | 2007 - 2009 |
| Atjeh United FC            | Indonesia          | 2010 -      |

## Palmarés

### Campeonatos nacionales
| Título                     | Club       | País    | Año  |
| -------------------------- | ---------- | ------- | ---- |
| Copa Gambardella           | AJ Auxerre | Francia | 1985 |
| Copa Gambardella           | AJ Auxerre | Francia | 1986 |
| Copa de Francia            | AJ Auxerre | Francia | 1994 |
| Ligue 1                    | AJ Auxerre | Francia | 1996 |
| Copa de Francia            | AJ Auxerre | Francia | 1996 |
| Premier League de Escocia  | Rangers FC | Escocia | 1999 |
| Copa de Escocia            | Rangers FC | Escocia | 1999 |
| Copa de la Liga de Escocia | Rangers FC | Escocia | 1999 |
| Premier League de Escocia  | Rangers FC | Escocia | 2000 |
| Copa de Escocia            | Rangers FC | Escocia | 2000 |

### Campeonatos internacionales
| Título                 | Equipo (*)           | Sede    | Año  |
| ---------------------- | -------------------- | ------- | ---- |
| Copa Mundial de Fútbol | Selección de Francia | Francia | 1998 |

### Campeonatos internacionales como entrenador
| Título                      | Equipo (*)          | Sede               | Año  |
| --------------------------- | ------------------- | ------------------ | ---- |
| Campeonato Sub-20 de la OFC | Selección de Tahití | Polinesia Francesa | 2008 |

- Datos: Q2332935
- Multimedia: Lionel Charbonnier / Q2332935